# Van Heemstralaan 19 (Baarn)
Van Heemstralaan 19 is een gemeentelijk monument in Baarn in de provincie Utrecht. Het gebouw is een van de weinige nog bestaande panden die herinneren aan het agrarische verleden van Baarn.
Het achterste deel van de dwarshuisboerderij is vernieuwd.